# Aimin, Sichuan
Aimin (kinesiska: 爱民乡, 爱民) är en tidigare socken i Kina. Den ligger i provinsen Sichuan, i den sydvästra delen av landet, omkring 500 kilometer söder om provinshuvudstaden Chengdu. Antalet invånare är 10 273. Befolkningen består av 4 899 kvinnor och 5 374 män. Barn under 15 år utgör 19,0 %, vuxna 15-64 år 70 %, och äldre över 65 år 9,0 %.
Genomsnittlig årsnederbörd är 1 003 millimeter. Den regnigaste månaden är juli, med i genomsnitt 267 mm nederbörd, och den torraste är januari, med 4 mm nederbörd.
År 2019 inkorporerades Aimin i köpingen Zhangguan.